# Premières Prises
Albums de Jean-Louis Aubert
Idéal standard
(2005) Roc éclair
(2010)
Première Prises est un album de Jean-Louis Aubert paru le 20 mars 2009. C'est une compilation de chansons de l'artiste réenregistrées en version acoustique (sauf les deux derniers titres), agrémentés de quelques inédits.
Il se vend à 50 000 exemplaires à sa sortie. La meilleure position de l'album dans le France Pure Charts (classement officiel des ventes d'albums physiques) est la 16e, la semaine du 1 avril au 7 avril 2009.

## Historique et contenu
En 2007, après la fin de l’Idéal Tour, Jean-Louis Aubert décide de se lancer dans une nouvelle tournée intitulée Un tour sur moi-même, cette fois-ci tout seul sur scène en reprenant ses chansons en acoustique. Devant le succès de la tournée, l'artiste profite pour enregistrer seul entre les concerts en version acoustiques des titres de son répertoire (dont deux proviennent des concerts de sa tournée), ainsi que des inédits. Parmi les nouveautés on retrouve trois reprises : One de U2, Dis quand reviendras-tu ? de Barbara, et Le jour se lève encore, également de Barbara mais sur une autre musique de Jean-Louis Aubert.
La chanson Jette une pierre est la seule chanson inédite de l'album où l'artiste était accompagné de musiciens pendant l'enregistrement avec Laurent Vernerey à la basse, Denis Benarrosh à batterie et Johan Dalgaard aux claviers. Inédite du répertoire de l'artiste, la chanson apparait dans le film Le dernier pour la route
La version de la chanson On aime (comme on a été aimé), créditée On aime (version radio) est la même version que celle qui apparait sur l'album d'origine, Idéal standard.

## Liste des titres
| Premières prises | Premières prises                                                      | Premières prises                                                   | Premières prises | Premières prises | Premières prises | Premières prises | Premières prises | Premières prises | Premières prises |
| No               | Titre                                                                 | Autre publication                                                  | Durée            |                  |                  |                  |                  |                  |                  |
| ---------------- | --------------------------------------------------------------------- | ------------------------------------------------------------------ | ---------------- | ---------------- | ---------------- | ---------------- | ---------------- | ---------------- | ---------------- |
| 1.               | Alter Ego                                                             | Il y a longtemps que je t'aime (bande originale) / Comme un accord | 3:40             |                  |                  |                  |                  |                  |                  |
| 2.               | Dis quand reviendras-tu ? (Barbara)                                   | Il y a longtemps que je t'aime (bande originale)                   | 4:19             |                  |                  |                  |                  |                  |                  |
| 3.               | Je t'attends                                                          | inédit                                                             | 3:36             |                  |                  |                  |                  |                  |                  |
| 4.               | Le Dormeur du val (Arthur Rimbaud / Jean-Louis Aubert)                | inédit                                                             | 1:49             |                  |                  |                  |                  |                  |                  |
| 5.               | Alta Gracia                                                           | Comme un accord                                                    | 4:20             |                  |                  |                  |                  |                  |                  |
| 6.               | Parle-moi                                                             | Idéal standard                                                     | 3:58             |                  |                  |                  |                  |                  |                  |
| 7.               | One (Reprise de U2)                                                   | inédit                                                             | 4:21             |                  |                  |                  |                  |                  |                  |
| 8.               | Si vous l'aviez compris (Luigi Denza (traduit par Jean-Louis Aubert)) | inédit                                                             | 2:38             |                  |                  |                  |                  |                  |                  |
| 9.               | Le jour se lève encore (Barbara, Jean-Louis Aubert)                   | Stockholm                                                          | 3:26             |                  |                  |                  |                  |                  |                  |
| 10.              | Les Plages (concert)                                                  | Plâtre et Ciment                                                   | 4:04             |                  |                  |                  |                  |                  |                  |
| 11.              | Un autre monde (Jean-Louis Aubert /Téléphone)                         | Un autre monde (album de Téléphone)                                | 3:44             |                  |                  |                  |                  |                  |                  |
| 12.              | Les Petits Riens (concert)                                            | Comme un accord                                                    | 2:55             |                  |                  |                  |                  |                  |                  |
| 13.              | Jette une pierre                                                      | Le dernier pour la route (bande originale)                         | 5:59             |                  |                  |                  |                  |                  |                  |
| 14.              | On aime (comme on a été aimé) (version originale)                     | Idéal standard                                                     | 3:40             |                  |                  |                  |                  |                  |                  |
| 52:30            |                                                                       |                                                                    |                  |                  |                  |                  |                  |                  |                  |